# Нехаєвський район
Нехаєвський район (рос. Нехаевский район) — муніципальне утворення у Волгоградській області.
Розташований на території українського історичного та культурного краю Жовтий Клин.